# Saint-Marc-Jaumegarde
Saint-Marc-Jaumegarde är en kommun i departementet Bouches-du-Rhône i regionen Provence-Alpes-Côte d'Azur i sydöstra Frankrike. Kommunen ligger  i kantonen Aix-en-Provence-Nord-Est som ligger i arrondissementet Aix-en-Provence. År 2022 hade Saint-Marc-Jaumegarde 1 270 invånare.

## Befolkningsutveckling
Antalet invånare i kommunen Saint-Marc-Jaumegarde
Referens:INSEE